# Léonard Bourdon

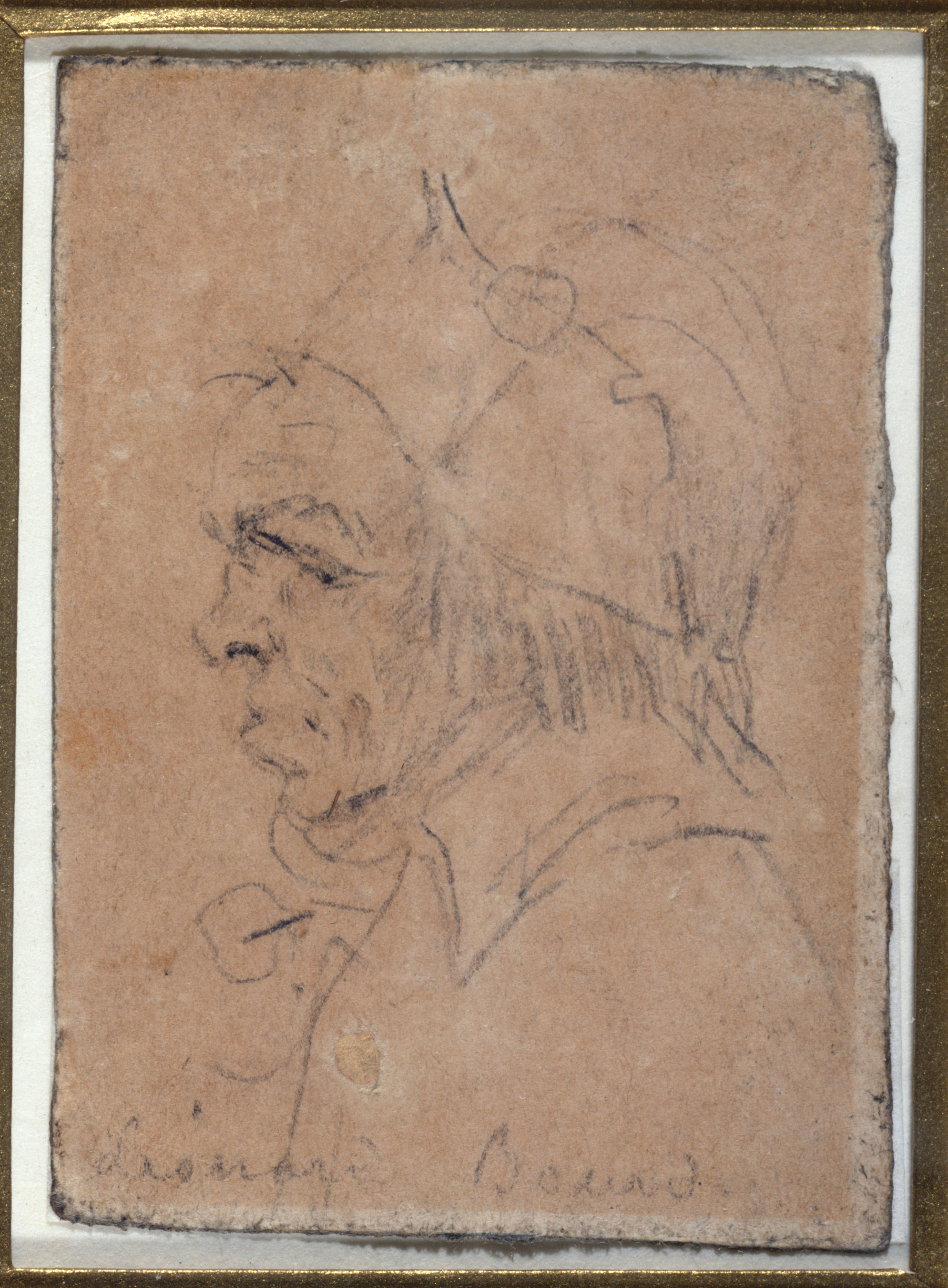
Léonard Bourdon.

Louis Jean Joseph Léonard Bourdon des Planches, kallad Bourdon de la Crosnière, född den 6 november 1754 i Alençon, död den 29 maj 1807 i Breslau, var en fransk revolutionsman.
Bourdon var skollärare i Paris, då revolutionen utbröt 1789. Han valdes 1792 av departementet Loiret till medlem av nationalkonventet, där han röstade för Ludvig XVI:s avrättning och uppträdde som en av Héberts ivrigaste anhängare. Efter Héberts fall blev han en av Robespierres häftigaste fiender och hjälpte Tallien och Barras att störta "tyrannen". Bourdon deltog i den misslyckade jakobinska sammansvärjningen i april 1795 och arresterades med anledning därav, men frigavs snart. I oktober 1795 valdes han till medlem av "de femhundrades råd", men fick där inget inflytande. Efter statskuppen 18 brumaire (9 november 1799) drog han sig tillbaka från det politiska livet.